# Aldehuela del Codonal
Aldehuela del Codonal er en by og kommune i det centrale Spanien i provinsen Segovia. Den har et indbyggertal på 24 (2024) indbyggere.